# スマッシュ・パーカー
スマッシュ・パーカー（William Henry "Smush" Parker 1981年6月1日 - ）は、アメリカ合衆国ニューヨーク州ニューヨーク出身の元バスケットボール選手。ポジションはガード。身長193cm、体重82kg。「Smush（スマッシュ）」は父親から受け継いだ愛称。

## 経歴
地元クイーンズのニュートン高校卒業後、サザンアイダホ大学に進学するも1年でフォーダム大学に転校。2001-02シーズンには平均16.5得点、4.4リバウンド、4.5アシスト、2.3スティールとオールラウンドに活躍しオールアトランティック10、NABCオールレジョンのセカンドチームに選出された。
シーズン終了後、2002年のNBAドラフトアーリーエントリーを宣言したが、どのチームからもドラフト指名を受けられず、ドラフト外でクリーブランド・キャバリアーズと契約しNBA入りした。1年目をキャバリアーズで過ごした後、翌2003-04シーズンはアトランタ・ホークスのキャンプに参加したが、開幕前に解雇され、CBAのアイダホ・スタンピード、ギリシャのアリス・テッサロニキBCでプレイした。ギリシャではオールスターゲームに出場した。
翌2004-05シーズンは再びNBAのデトロイト・ピストンズ、フェニックス・サンズと契約したが、定着できずNBADLのフロリダ・フレイムでプレー。NBADLで初めてトリプル・ダブルを達成した選手となった。
2005-06シーズンはロサンゼルス・レイカーズと契約し、アーロン・マッキー、サーシャ・ブヤチッチらとのポジション争いに勝利し先発の座を獲得。全82試合に先発出場し、関係者らを驚かせた。翌シーズンもレイカーズに所属し、コービー・ブライアント、ラマー・オドムに次ぐ得点を挙げた。
2006-07シーズン終了後にマイアミ・ヒートと契約した。しかしチームと合わず、ほとんど起用されずに終わり、シーズン途中に解雇された。
2008-09シーズンのプレシーズンにデンバー・ナゲッツと契約するも、開幕ロスターには残れず、まもなく解雇された。2009年1月9日にCBAの広東サザンタイガースと契約。これを皮切りに世界中のリーグでプレーし、モンゴルでもプレーした。

## その他
- ストリートでのプレイ経験もあり、マンハッタンのHoop in the sunでMVPを受賞したことがある。そこではタトゥーとして右腕に文字が刻まれている「Grim Reaper（死神）」と呼ばれる他、「NBA Live」、「The Aviator」というニックネームも持っている。